# 道克·艾利斯
小道克·菲利普·艾利斯（英語：Dock Phillip Ellis Jr.，1945年3月11日—2008年12月19日），為前美國職棒大聯盟的投手，生涯曾效力於海盜、洋基、運動家、遊騎兵與大都會等隊。
1970年6月12日，艾利斯投出無安打比賽。不過後來發現他在前一天服用了興奮劑LSD，意即他在嗑藥狀態下投出了無安打比賽。1971年，他獲選為國聯明星賽先發投手。1976年，他加入洋基就幫助球隊拿下睽違12年的美聯冠軍。

## 職業生涯

### 匹茲堡海盜
艾利斯在1968年6月登上大聯盟，他以後援投手起步，不過隨即便進入先發輪值內。他在9月達成生涯首次完投，整季他拿下6勝5敗，防禦率2.51。1969年，艾利斯一樣待在先發輪值內。

#### 嗑藥無安打
1970年6月12日，艾利斯在雙重賽第一場面對教士投出無安打比賽。後來被爆料出他在前一天住在洛杉磯的朋友家中，並吸食致幻劑LSD。他一直待在朋友家到隔天下午2點，3點才抵達聖地牙哥，4點半抵達球場，6:05分比賽開始。
艾利斯表示在比賽當中，他一直看不清打者和捕手。捕手Jerry May甚至還在手指上貼反光膠帶，好讓艾利斯看清楚暗號。艾利斯在那場比賽只投出6次三振，送出多達8次保送，但靠著隊友的優異防守，還是投出了無安打比賽。
艾利斯事後表示他在球季結束前都沒有使用LSD，不過他仍持續使用安非他命。艾利斯後來相當後悔使用LSD，因此這件事讓他的職業生涯蒙上汙點。

#### 無安打之後
1970年，艾利斯拿下13勝10敗，防禦率3.21。1970年國家聯盟冠軍賽，艾利斯在首戰先發。他先發前9局無失分，卻在10局上失3分吞敗。最後海盜3連敗被紅人橫掃出局。
1971年，艾利斯首次擔任開幕戰先發投手。這年他新增了變速球，並在上半季拿下13勝3敗。他生涯首度入選明星賽，並獲選為國聯明星賽先發投手。不過艾利斯被瑞吉·傑克森敲出史上最遠的明星賽全壘打，成為明星賽敗投。這年他拿下19勝9敗，防禦率3.06，他在賽揚獎票選上拿下第四名。
1971年國家聯盟冠軍賽，艾利斯在第二場先發拿下勝投，海盜最終3勝1敗打敗巨人，挺進世界大賽。1971年世界大賽，艾利斯在首戰先發，不過他僅投2.1局便失4分吞敗。最終海盜仍以4勝3敗打敗金鶯，拿下世界大賽冠軍。
1972年5月5日，艾利斯、威利·史塔格爾和Rennie Stennett都沒有趕上球隊巴士，後來他們趕往紅人球場，史塔格爾和Stennett都成功出示選手證明，但是艾利斯沒有攜帶，因此遭到拒絕入場。後來他在球場外和警衛起衝突，被警方以危害社會治安為由帶去警局。這年他拿下15勝7敗，防禦率2.70。
1972年國家聯盟冠軍賽，艾利斯在第四場登板，但他手臂以承受不少痠痛，導致球隊落敗。最後紅人3勝2敗淘汰海盜。
1973年，艾利斯發現他的投球機制跑掉，導致他這年表現相當掙扎。8月，他被拍到在賽前暖身時帶著髮捲，艾利斯因此收到球團警告。雖然艾利斯遵從球團指示，但球團也陷入性別歧視的爭議中。同年，他被喬·摩根指控在比賽中投出口水球，但最後主審認定證據不足未開罰。後來他因為肌腱炎休息最後一個月，球隊最終也失去龍頭寶座。
1974年5月1日，艾利斯在面對紅人的比賽中，第一局就丟出3顆觸身球，追平大聯盟紀錄。他的前6球全部往打者身上丟，最後總教練受不了提前將他換下。整季他拿下12勝9敗，防禦率3.16。1975年，球隊試圖讓艾利斯往牛棚發展，但是被他拒絕。後來他甚至直接和總教練吵起來，還差點大打出手。最後他被球隊禁賽30天。該年他拿下8勝9敗，防禦率3.79。1975年國家聯盟冠軍賽，海盜3連敗被紅人淘汰。

### 紐約洋基
1975年12月11日，海盜將艾利斯、威利·藍道夫和Ken Brett交易到洋基，換來Doc Medich。1976年，艾利斯拿下17勝8敗，防禦率3.15。他也在這年拿下東山再起獎。
1976年美國聯盟冠軍賽，艾利斯在第三場先發，並順利拿下勝投。後來洋基成功打進世界大賽，艾利斯一樣在第三場登板。不過他僅投3.1局便失4分吞敗，最後洋基4連敗被紅人橫掃。

### 奧克蘭運動家
1977年球季開打前，艾利斯公開批評洋基老闆加薪過少以及過度干涉總教練的決策，這讓洋基高層對艾利斯感到不滿。後來洋基在1977年4月將艾利斯、Larry Murray和Marty Perez交易到運動家，換來Mike Torrez。後來Torrez直接成為洋基新王牌，反觀艾利斯表現掙扎，僅拿下1勝5敗。

### 德州遊騎兵

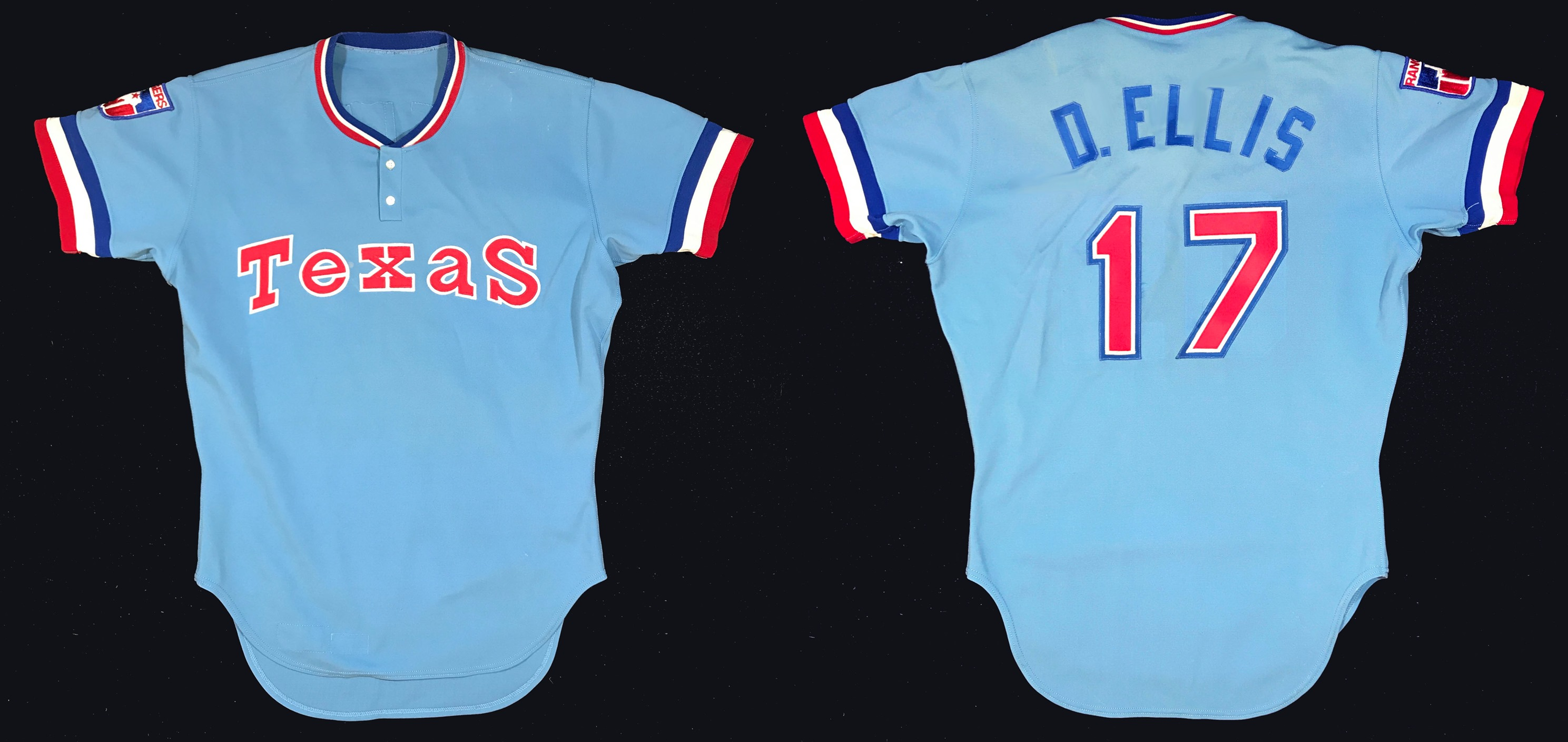
艾利斯在遊騎兵的球衣

1977年6月15日，遊騎兵買斷艾利斯的合約。艾利斯在遊騎兵表現回彈，拿下10勝6敗，防禦率2.90。1978年，總教練Billy Hunter禁止球員在飛機上飲酒。此舉引來艾利斯的公開指責，球隊也譴責艾利斯的行徑是在影響球隊士氣。不過遊騎兵老闆選擇站在艾利斯這邊，最終Hunter遭到開除。

### 紐約大都會
在拿下1勝5敗後，艾利斯被交易到大都會，遊騎兵換來Mike Bruhert和Bob Myrick。他在大都會僅拿下3勝7敗，防禦率6.04。
後來艾利斯請求大都會將他交易回海盜，他想幫助海盜衝刺季後賽。1979年9月21日，大都會將他交易回海盜。艾利斯在球隊以後援身分出賽3場，不過由於他在交易大限後才到海盜，依規定無法在季後賽上場。最終海盜拿下世界大賽冠軍，而艾利斯都沒有上場記錄。而他也在球季結束後退休。

## 個人生活
艾利斯一生共有四段婚姻，總共有兩女一子，不過他兩個女兒都已經去世。艾利斯在兒子Trey出生後沒多久便開始戒酒和停用其他藥物，後來Trey長大後成為一名籃球員。
艾利斯生前勇於為球員的權益發聲，尤其他相當支持自由球員制度。傑基·羅賓森曾公開讚賞艾利斯為非裔美國球員發聲的行為，但羅賓森也警告艾利斯不要過度發表意見。
2007年，艾利斯罹患肝硬化。後來他在2008年去世，享年63歲。

## 生涯投球成績
| 勝投 | 敗投 | 防禦率 | 出賽場次 | 先發 | 完投 | 完封 | 投球局數 | 安打 | 失分 | 自責分 | 全壘打 | 保送 | 三振 | 暴投 | 觸身球 |
| ---- | ---- | ------ | -------- | ---- | ---- | ---- | -------- | ---- | ---- | ------ | ------ | ---- | ---- | ---- | ------ |
| 138  | 119  | 3.46   | 345      | 317  | 71   | 14   | 2128.0   | 2067 | 958  | 817    | 140    | 674  | 1136 | 45   | 44     |

## 外部連結
- 球員資訊和成績在MLB，ESPN，Retrosheet ，Baseball Reference ，Baseball Reference (Minors) ，Fangraphs，The Baseball Cube （英文）
- 道克·艾利斯在台灣棒球維基館上的頁面（繁體中文）

| 奖项与成就       | 奖项与成就                         | 奖项与成就          |
| ---------------- | ---------------------------------- | ------------------- |
| 前任： Bob Moose | 投出無安打比賽的投手 1970年6月12日 | 繼任： Clyde Wright |